# 李小亭
李小亭（1957年—），河北容城人，汉族，中华人民共和国政治人物、第十二届全国人民代表大会河北地区代表。
毕业于河北大学，加入民革，担任河北大学副校长。2013年，被选为全国人大代表。